# Корно-ди-Розаццо
Корно-ди-Розаццо (итал. Corno di Rosazzo) — коммуна в Италии, располагается в регионе Фриули-Венеция-Джулия, в провинции Удине.
Население составляет 3367 человек (2008 г.), плотность населения составляет 276 чел./км². Занимает площадь 12 км². Почтовый индекс — 33040. Телефонный код — 0432.
Покровительницей коммуны почитается Пресвятая Богородица (Дева Мария Розария), празднование 7 октября.

## Демография
Динамика населения:

## Администрация коммуны
- Официальный сайт: http://www.comune.corno-di-rosazzo.ud.it/